# إيكي كوبرو- بشيري
إيكيكوبرو (بالكردية: Aviskê)(بالأرمنية: Ավիսկ) هي بلدة تقع في منطقة بشيري ضمن محافظة بطمان في تركيا. يسكن المدينة أكراد من قبيلة ريشكوتان، وبلغ عدد سكانها 3,455 نسمة حسب إحصاءات عام 2021. يقطن البلدة كل من المسلمين والإيزيديين. المدينة تنقسم إلى عدة أحياء، وهي كارادومان وكيانتش وتورغوت أوزال.

## المراجع

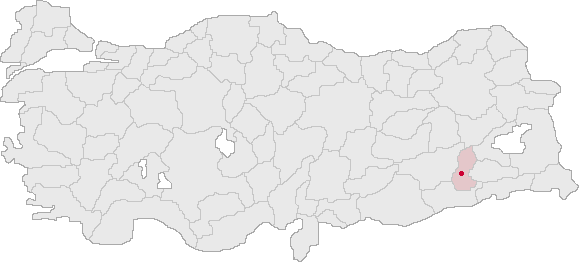
ولاية بطمان الواقعة أقصى جنوب شرق تركيا في منطقة كردستان تركيا.